# La spada e il calice
La spada e il calice (Heretic) è un romanzo di Bernard Cornwell, capitolo conclusivo della trilogia d'avventura storica della serie Alla ricerca del Santo Graal. È stato pubblicato nei paesi anglosassoni nel 2003, e ha esordito in Italia l'anno dopo.
Il romanzo è ambientato inizialmente a Calais, per poi sposarsi nella Francia meridionale (Guascogna), e si conclude in Inghilterra, nel paese natale di Thomas, il protagonista.

## Trama

### Prologo
Nel 1347, mentre la città di Calais è sotto assedio, Thomas di Hookton arriva via mare, insieme ad alcuni amici, e si mette nuovamente al servizio del Conte di Northampton. Dopo la conquista della città mette al corrente il conte delle sue ultime vicissitudini ed ambizioni. Questi lo manda, con un manipolo di pochi uomini, al feudo di Berat, ufficialmente per riconquistarlo ma in realtà per mettersi ancore sulle tracce del Graal.

### Parte prima - il trastullo del demonio
Thomas parte in compagnia di Robbie Douglas, prigioniero di guerra ma ormai suo amico, di Sir Guillaime d'Eveque, di Sam e Jake, due vecchi compagni d'arme. Arrivati nel territorio di Berat, alla fortezza di Castillon d'Arbizon Thomas riesce ad introdursi con uno stratagemma. Grazie alla sua conoscenza del latino si traveste da frate e nottetempo apre la fortezza ai suoi compagni, conquistandola facilmente. Mentre rinchiude nelle carceri gli abitanti del castello incontra Genevive, una ragazza condannata a morte per eresia. Non consente ai cittadini di proseguire con l'esecuzione, ma così facendo si attira il malcontento di alcuni dei suoi uomini, tra i quali l'amico Robbie, innamorato della ragazza ma non ricambiato. La sua gelosia nei confronti di Thomas lo fa diventare sempre più incattivito verso Genevieve. Gli assedianti vivono di razzie sul territorio mentre Thomas cerca notizie sul Graal. Anche il Conte di Berat ricerca la reliquia nei pressi delle rovine di Astarac, ma questa fissazione lo fa ammalare e ricoverare in fin di vita nel monastero di padre Planchard.
Durante una delle escursioni sul territorio per fare razzie e alla ricerca di informazioni sul Graal Thomas e i suoi catturano il nipote del Conte di Berat, Joscelyn. Al suo seguito si trova anche padre Roubert, il domenicano che ha torturato e indotto ad una falsa confessione Genevieve. La ragazza lo uccide con una freccia davanti agli occhi di tutti. La superstizione ha il sopravvento: Thomas è costretto ad andarsene con la ragazza per non distruggere la compagnia, lasciando il comando della fortezza a Sir Guillaime.

### Parte seconda - La fuga
Thomas e Geneviveve sono costretti a nascondersi nei boschi e a guardarsi anche dai possibili attacchi dei coredors, briganti senza possedimenti che sopravvivono uccidendo e rubando. L'arciere riesce ad incontrare l'abate Planchard per chiedere informazioni sul Graal, ma il monaco non può aiutarlo nella ricerca, l'oggetto è troppo misterioso. Anche Guy Vexille, cugino di Thomas e Conte di Astarac lo cerca, così pure il cardinale Bessieres, che aspira a diventare Papa. Quest'ultimo ha fatto costruire un finto Graal, ma vuole avere la certezza di scoprire quello vero e per i suoi loschi scopi si fa aiutare dal suo spietato fratello.
Nel frattempo Joscelyn fa assassinare lo zio nel monastero per ereditare finalmente il titolo di Conte. Convince Robbie a lasciarlo andare dalla fortezza di Castillon d'Arbizon per poter pagare il suo riscatto.
Robbie passa al comando del nuovo Conte di Berat, insieme fanno stringere d'assedio la fortezza in cui sono asserragliati ancora Guillaime ed alcuni uomini fedeli a Thomas. Per il momento l'assedio è guidato dall'ex castellano del posto, Sir Henri Courtois, che trova un accordo con Guillaime per mantenere la situazione in stallo.
Thomas e Genevieve a un certo punto vengono catturati una banda di coredors, ma riescono a liberarsi per una lotta interna tra il loro capo e Philin, il bandito a cui Thomas ha risparmiato il figlio.

### Parte terza - Il buio
Thomas e i coredors superstiti cercano di rientrare a Castillon d'Arbizon per aiutare l'amico Guillaime. Durante la sortita uccide il fratello del cardinale Bessieres, ritrovando il finto Graal. Nel frattempo Joscelyn decide di sostenere personalmente l'assedio alla fortezza, essendosi accorto della situazione ferma in cui si trova l'attacco. Guy Vexille decide di dar manforte al Conte di Berat per catturare il cugino, convinto che sia in possesso di informazioni importanti sulla reliquia.
Nel frattempo un'epidemia di peste decima gli abitanti del villaggio e molti soldati. Robbie, al seguito del Conte, viene contagiato, come pure Sir Guillaime. Anche all'interno della fortezza si diffonde la malattia. Joscelyn decide di scappare abbandonando l'assedio. Gli assediati espongono il finto Graal sulle mura scatenando l'attacco di Vexille. Gli uomini di Thomas hanno la meglio, lui stesso riesce ad uccidere Vexille. Rileggendo la copia del libro lasciatogli da suo padre finalmente comprende il segreto del Graal e finalmente è libero di ritornare in Inghilterra.

### Parte quarta - Il Graal
Accompagnato da Genevieve, dal figlio di Philin e da Robbie, guarito dalla peste e con il quale si è riappacificato, Thomas arriva ad Hookton, ritrova il vero Graal tra le macerie della chiesa e, insieme a Genevieve, prende un'importante decisione.

## Nota storica dell'autore
Nella nota storica Cornwell conferma l'assedio e la conquista di Calais, come pure l'episodio dei sei abitanti della città prima condannati a morte e poi graziati. Nello stesso periodo descritto nel romanzo ci sono state varie epidemie di peste, definita allora generalmente "pestilenza", in quanto non era certo se la malattia fosse la peste bubbonica o piuttosto una forma di antrace. L'autore avverte che la città di Barat e la fortezza di Castillon d'Arbizon non sono mai esistite, mentre la fortezza di Astarac è realmente esistita (al giorno d'oggi i suoi resti sono sepolti sotto un bacino artificiale).

## Edizioni
- Bernard Cornwell, La spada e il calice, traduzione di Donatella Cerutti Pini, La Gaja scienza, Longanesi, 13 gennaio 2005,  p. 432, ISBN 9788830421592.
- Bernard Cornwell, La spada e il calice, traduzione di Donatella Cerutti Pini, Teadue, TEA, 2006,  p. 423, ISBN 9788850211548.
- Bernard Cornwell, La spada e il calice, traduzione di Donatella Cerutti Pini, Best TEA, TEA, 17 luglio 2014,  p. 423, ISBN 9788850236787.
- Bernard Cornwell, La spada e il calice, traduzione di Donatella Cerutti Pini, Tea più, TEA, 12 novembre 2020,  p. 432, ISBN 9788850258451.